# Francisco Gassino
Francisco Eduardo Gassino (Las Varas, Córdoba, 29 de mayo de 1931 – Buenos Aires, 26 de mayo de 2017) fue un militar argentino con el grado de teniente general. Fue jefe del Estado Mayor General del Ejército (JEMGE) desde el 22 de diciembre de 1988 hasta su relevo el 8 de julio de 1989.

## Carrera
Francisco Gassino ingresó al Colegio Militar de la Nación en 1949, luego de haber finalizado sus estudios secundarios. Egresó de dicha academia de formación militar en 1952 con la jerarquía de subteniente, especializado en Infantería. Se graduó tras el curso de Oficial de Estado Mayor en la Escuela Superior de Guerra.

### Arribo a la jefatura del Ejército Argentino
El primer día hábil de diciembre de 1988 tuvo lugar un segundo alzamiento militar encabezado por los carapintadas, liderado por el coronel Mohamed Alí Seineldín. Exigían que sólo fueran juzgadas las juntas militares de gobierno por los crímenes de lesa humanidad cometidos durante el Proceso de Reorganización Nacional, pidiendo el pase a retiro del titular del Ejército Argentino, teniente general José Caridi, y la amnistía para los sublevados de los anteriores alzamientos carapintadas. Finalizó el 4 de diciembre con un relativo éxito, ya que el gobierno parecería haber negociado con los rebeldes para evitar el empeoramiento de la situación, aunque luego no se verificó ninguna de las condiciones enunciadas. Caridi, a pesar de haber recibido apoyo público de Gassino para que continuara al frente, pidió su pase a retiro junto a los generales de división Miguel Abbate y Enrique Bianchi, el 21 de diciembre de 1988.
Gassino fue designado sucesor de Caridi al frente del Ejército el 22 de diciembre de 1988. Antes de ocupar esa jefatura, el entonces general de Brigada se desempeñaba como director de Institutos Militares. No era apreciado por los carapintadas, entre ellos uno de sus hijos, teniente primero, aunque tampoco era considerado un enemigo. Juró como titular del Ejército el 26 de diciembre.
Gassino fue leal a Alfonsín durante todos los alzamientos. Además era muy cercano a José Caridi, por lo que su designación no satisfacía en absoluto las peticiones carapintadas, por lo que el nombramiento del nuevo titular del Ejército fue percibido como un restablecimiento de la autoridad del Presidente en su carácter de comandante en jefe de las Fuerzas Armadas.
Durante su jefatura tuvo lugar el asalto al cuartel del Regimiento de Infantería Mecanizado 3 en La Tablada, el 23 de enero de 1989. Durante las horas que duró el copamiento por parte de la organización guerrillera Movimiento Todos por la Patria (MTP), el general de División Gassino permaneció en constante contacto con el presidente Alfonsín para ponerlo al tanto de la situación.

### Pase a retiro
Gassino pasó a retiro efectivo el 8 de julio de 1989. En su lugar, el nuevo presidente Carlos Saúl Menem, designó al general de división Isidro Bonifacio Cáceres.